# Piet Schrijvers
Pieter "Piet" Schrijvers (født 15. december 1946 i Jutphaas, Holland, død 7. september 2022) var en hollandsk fodboldspiller, der som målmand på Hollands landshold var med til at nå finalen ved både VM i 1974 og VM i 1978 og blev nr. 3 ved EM i 1976. På klubplan var han primært tilknyttet FC Twente og AFC Ajax.
Efter at have stoppet sin aktive karriere gjorde Schrijvers karriere som træner og stod i spidsen for FC Wageningen, AZ samt FC Zwolle.